# القابل (حزيب)

تعديل مصدري - تعديل

القابل محلة تابعة لقرية اللفج الاسفل، التابعة لعزلة حزيب بمديرية النادرة إحدى مديريات محافظة إب في الجمهورية اليمنية، بلغ تعداد سكانها 46 حسب تعداد اليمن لعام 2004.